# Marc-Olivier Strauss-Kahn
Marc-Olivier Strauss-Kahn, né le 10 mars 1954 à Agadir (Maroc), est un banquier central français et économiste dont la carrière a débuté à la Banque de France en 1978. Il en est l'un des directeurs généraux depuis 2001 et en a été deux fois le chef économiste.

## Biographie

### Jeunesse et études
Marc-Olivier Strauss-Kahn est né le 10 mars 1954 à Agadir, du mariage de Gilbert Strauss-Kahn, conseil juridique et fiscal, et de Jacqueline Fellus, journaliste et assureur. Il est le frère de l’économiste et homme politique français Dominique Strauss-Kahn.
Marc-Olivier Strauss-Kahn suit ses études secondaires au lycée Carnot, puis au lycée Voltaire et au lycée Louis-le-Grand. Après l'obtention du baccalauréat, il poursuit des études supérieures à l'université Paris I Panthéon-Sorbonne et l'université de Paris-Nanterre. Il est titulaire d'une maîtrise d'économétrie, d'un DEA d'économie publique et monétaire, d'une licence de sociologie. Il est également diplômé de l’École supérieure des sciences économiques et commerciales (Essec) en 1975, de l'Institut d'études politiques de Paris en 1976, et d'un Master in Economics de l'université de Chicago en 1984.
Le 26 mai 1979, il épouse Isabelle Deville, haut fonctionnaire. De ce mariage naissent deux garçons.

### Carrière
Banquier central français et économiste international,,,, Marc-Olivier Strauss-Kahn a fait toute sa carrière dans les banques centrales.
En 1978, il rejoint la Banque de France, où il occupe un poste d'économètre jusqu'en 1982. Il est détaché à l'université de Chicago de 1982 jusqu'à 1984, à la suite de quoi il devient consultant auprès du Fonds monétaire international (1984-1985.
De retour en France, il est nommé économiste à l'OCDE en 1985. Il quitte l'organisation pour retrouver la Banque de France en 1987, date à laquelle il devient responsable des prévisions au service économétrique de la banque. Il est chef du service des études macroéconomiques jusqu'en 1990.
En 1990, il est désigné comme un des cinq membres de “l’Unité économique” créée par le Plan Delors sous l’égide de la Banque des règlements internationaux (BRI) à Bâle (embryon de l’Institut monétaire européen puis de la Banque centrale européenne (1998),. Il y demeure jusqu'en 1992, lorsqu'il est nommé chef du secrétariat à la coopération internationale, et en 1993, conseiller spécial du directeur général de la Banque des règlements internationaux jusqu'en 1995.
En 1995, il revient à la Banque de France, où il devient adjoint au directeur, puis, de 1996 à 2000, directeur des relations de la Banque de France avec l'étranger. De 2001 à 2008, il est directeur général adjoint des études et des relations internationales.
En 2008, il est représentant de la Banque de France en Amérique, ainsi que, parallèlement, Visiting Senior Advisor de la Réserve fédérale des États-Unis.
Dans le contexte d’une zone euro qui s’est à la fois élargie et mieux insérée dans la globalisation, selon, la Banque Centrale Européenne, il a contribué à la création de l’euro et à la coopération internationale, en particulier comme Représentant ou Suppléant français dans divers instances. Le magazine REFLETS résume ses vues sur le rôle de la Banque de France, listant sa participation au Groupe des sept (G7) et au Groupe des vingt (G20).
En 2012, il est également nommé président du comité de pilotage et du conseil scientifique du projet de musée éducatif baptisé  Cité de l’Économie et de la Monnaie (Citeco), visant à mieux initier à l’économie le public et notamment les jeunes,.
En 2017, il est nommé conseiller spécial du gouverneur de la Banque de France, François Villeroy de Galhau.

### Parcours professoral
Il a enseigné l'économie. Il enseigne actuellement la macroéconomie à l'Institut d'études politiques de Paris.

## Publications
Il publie des articles économiques, en particulier sur la monnaie, la productivité, l’inertie des prix, l’intégration régionale.* Jean-Claude Chouraqui & Michael Driscoll & Marc-Olivier Strauss-Kahn, 1988."The Effects of Monetary Policy on the Real Sector: An Overview of Empirical Evidence for Selected OECD Économies," OECD Economics Department Working Papers 51, OECD Publishing.
- Christian Bordes, Michael Driscoll, Marc-Olivier Strauss-Kahn, 1989. "Price Inertia and Nominal Aggregate Demand in Major European Countries," Discussion Papers (REL- Recherches Economiques de Louvain) 1989021, Université catholique de Louvain, Institut de Recherches Economiques et Sociales (IRES).
- Monticelli, Carlo & Strauss-Kahn, Marc-Olivier, 1993. "European Integration and the Demand for Broad Money," The Manchester School of Economic & Social Studies, University of Manchester, vol. 61(4), pages 345–366, December.
- Cette, G. & Strauss-Kahn, M-O., 2003. "Productivité horaire et PIB par tête aux États-Unis et en France — Comparaisons et recommandations," Bulletin de la Banque de France, Banque de France, issue 120, pages 39–58.
- Sa, S. & Bonzom, P. & Strauss-Kahn, M-O., 2005. "Interaction entre dimensions économique et institutionnelle de l’intégration régionale : l’expérience européenne," Bulletin de la Banque de France, Banque de France, issue 142, pages 41–59

## Distinctions
Il est nommé chevalier de l'ordre national de la Légion d'honneur en 2008, puis promu officier officier en 2017.